# Guioa palawanica
Espèce
Statut de conservation UICN

 CR A1c : 
En danger critique
Guioa palawanica est une espèce de plantes de la famille des Sapindaceae.

## Publication originale
- Blumea 33: 419. 1988.